# Тяпкіна Олена Олексіївна
Олена Олексіївна Тяпкіна (рос. Еле́на Алексе́евна Тя́пкина; нар. 10 травня 1900, Москва, Російська імперія — пом. 9 листопада 1984, Москва, Російська РФСР) — радянська актриса театру і кіно. Заслужена артистка РСФСР (1947).

## З життєпису
Навчалась у студії сатири (1920–1922), у Вищих театральних майстернях. Працювала у театрах Москви.
Знялася більш ніж у тридцяти картинах. Одна з найбільш відомих кіноролей — мати Олени в культовій радянської кінокомедії «Веселі хлоп'ята» (1934).
Знялась в українських фільмах: «Карл Бруннер» (1936), «Райдуга» (1943, Федосья), ««Богатир» йде в Марто» (1954, Грибова), «Тривожна молодість» (1955, Марія Опанасівна).
Чоловік: Михайло Юхимович Лишин (1892—1960) — російський радянський актор, режисер, педагог. Заслужений артист РРФСР (1935).

## Фільмографія
- 1961 — Відплата — друкарка
- 1967 — Анна Кареніна
- 1980 — Канікули Кроша — вдова колекціонера нецке